# 마이클 무어콕

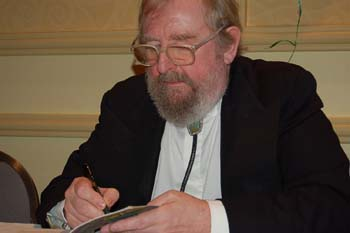

마이클 존 무어콕(Michael John Moorcock, 1939년 12월 18일 ~ )은 잉글랜드의 SF, 판타지 작가이다. 1960년대 ~ 1970년대 판타지에 지대한 영향을 미친 엘릭 사가가 대표작이다.